# Superestrella (canción)
«Superestrella» es una canción de la cantante española Aitana. Fue publicada el 30 de mayo de 2025, a través de Universal Music Spain con su cuarto álbum de estudio, Cuarto azul (2025).Es la decimoquinta pista del álbum. La canción fue escrita y producida por Aitana, Carolina Isabel Colón y Nicolás Cotton.Tras su lanzamiento la canción debutó en el puesto número 22 de Top 100 Canciones de PROMUSICAE, convirtiéndose en su mejor posición hasta la fecha.

## Antecedentes
Aitana durante 2024 confirmó encontrarse trabajando en su próximo proyecto.En enero de 2025 publicó el primer sencillo «Segundo intento».No fue hasta el 9 de mayo de 2025 cuando anunció que su cuarto álbum de estudio sería lanzado el día 30 de ese mismo mes.El 14 de mayo publicó el repertorio de las 19 canciones que forman el proyecto, entre las que se encontraba «Superestrella».
El 27 de mayo de 2025, Aitana llevó a cabo una listening party en el Movistar Arena de Madrid, donde reprodujo por primera vez la totalidad de las canciones del álbum.El 30 de mayo, con motivo del lanzamiento del disco, publicó un visualizer de la canción en YouTube.

## Composición
«Superestrella» tiene una duración de tres minutos y tres segundos. Los40, describe la canción como una explosión de confianza, un momento en el que la artista deja atrás la culpa y se reafirma como alguien que merece amor.Sebas Alonso para Jenesaispop, crítica que la canción es «menos divertida de lo que presume» y describe su temática, «sobre la fama».Aitana escribió junto a Carolina Isabel Colón y Nicolás Cotton, la letra de la canción, y contó con Cotton para su composición y producción. Cotton también trabajó en diferentes canciones del álbum, como en «Segundo intento», el sencillo principal del proyecto.

## Créditos y personal
Créditos adaptados a Tidal.
Publicación
- Publicado por Universal Music Spain, S.L.U.

Personal de producción
- Aitana Ocaña - letra, composición; voz, ritmo, arreglos vocales.
- Carolina Isabel Colón Juarbe - letra y composición.
- Nicolás Cotton - producción, letra, composición.

Personal técnico
- Tom Norris - mezcla, masterización.
- Jean Rodriguez - arreglos vocales.

## Posicionamiento en listas
| País   | Lista      | MP | Ref.  |
| ------ | ---------- | -- | ----- |
| España | PROMUSICAE | 22 | [ 3 ] |

## Historial de lanzamiento
| Región | Fecha              | Formato                        | Sello discográfico    | Ref.  |
| ------ | ------------------ | ------------------------------ | --------------------- | ----- |
| Varios | 30 de mayo de 2025 | - Descarga digital - streaming | Universal Music Spain | [ 1 ] |